# Aurore Lalucq
Aurore Lalucq, née le 17 avril 1979 à Longjumeau (Essonne), est une économiste et femme politique française.
Après avoir soutenu Benoît Hamon pour l'élection présidentielle de 2017, elle rejoint le mouvement Génération.s, dont elle devient porte-parole, puis s'engage en 2019 avec Place publique. Elle est élue députée européenne sur la liste Envie d'Europe lors des élections européennes de 2019 et réélue en 2024. Elle est élue le 23 juillet 2024 à la présidence de la commission ECON du Parlement européen, succédant ainsi à l'italienne Irene Tinagli.

## Parcours professionnel
Aurore Lalucq est une économiste, diplômée de l'université Paris-Dauphine et de Paris-I,.
Elle est l'une des fondatrices de l'Institut Veblen qu'elle codirige jusqu'en 2019,,.
En 2014, elle coécrit Transition écologique, mode d’emploi et Produire plus, polluer moins : l’impossible découplage ?, notamment aux côtés de Philippe Frémeaux et Gaël Giraud. L'année suivante, elle coécrit avec l'économiste Jean Gadrey l'ouvrage Faut-il donner un prix à la nature ?, qui obtient le prix de la Fondation de l'écologie politique,.
Elle collabore avec James K. Galbraith et Yánis Varoufákis, notamment en 2017 dans le cadre de la rédaction du « European new deal » de DiEM25, dont elle est l'une des coordinatrices,.

## Parcours politique
Aurore Lalucq intervient auprès de Benoît Hamon lors de la primaire citoyenne de 2017,. Elle participe ensuite à l’écriture du programme du candidat dans le pôle « projet présidentiel ».
Engagée au sein du mouvement Génération.s, elle en devient la porte-parole en 2018. 
Le 18 mars 2019, elle rejoint le mouvement Place publique (PP), créé par Raphaël Glucksmann, en vue des élections européennes et figure en 4e position sur cette liste soutenue par le PS. Elle annonce son souhait de siéger avec le groupe des élus écologistes du Parlement européen mais adhère finalement au groupe S&D.
En 2020, elle est rapportrice du Semestre européen, qui vise à coordonner les politiques des vingt-sept États dans les domaines économiques et budgétaires. En complément de la croissance du PIB, elle recommande alors de prendre en compte des « indicateurs environnementaux, de bien-être et de lutte contre la pauvreté sociale et environnementale » et de mesurer en parallèle « notre dette environnementale, notre budget carbone et le niveau de nos émissions importées »,.
La même année, soutenue par une cinquantaine d'eurodéputés, elle s'adresse à la Commission européenne pour demander une révision des critères de sélection qui ont amené à choisir BlackRock comme « conseiller à l'environnement », voyant dans ce choix un « flagrant conflit d’intérêts »,,.
En juillet 2024, elle lance avec Paul Magnette et Thomas Piketty une initiative citoyenne européenne (ICE) intitulée “Tax the Rich”, visant la création d’un impôt européen sur la grande fortune,,. En soutien, le président du groupe des députés socialistes Boris Vallaud déposera à l'Assemblée nationale française le 19 avril 2024 une "proposition de résolution européenne portant création d'un impôt européen sur la fortune" citant l’initiative d'Aurore Lalucq,. La Commission européenne valide le procédé juridique de cette ICE le 11 juillet 2024 qui devra recueillir un million de signatures de citoyens européens pour être examinée ensuite,,.
À la même période, elle alerte sur le caractère obsolète du Traité sur la charte de l'énergie (TCE) européen, dénonce la protection qui y est faite du secteur des énergies fossiles, ainsi que le manque de transparence dans les négociations pour sa modernisation,,.
Siégeant à la Commission des affaires économiques et monétaires, elle est favorable, au moment de la pandémie de Covid-19, à l'annulation de la dette par la Banque centrale européenne pour desserrer les contraintes budgétaires des États membres de l'Union européenne.

## Ouvrages
- Reconquête - au nom de l'intérêt général, Les petits matins, 2020
- Lettre aux gilets jaunes. Pour un new deal vert, Les petits matins, 2019
- Faut-il donner un prix à la nature ?, avec Jean Gadrey, prix du livre de la fondation de l'écologie politique, 2015
- Produire plus, polluer moins : l'impossible découplage[37],[38], avec Thierry Caminel, Philippe Frémeaux, Gaël Giraud et Philippe Roman, préface de Dominique Méda et Géraldine Thiry, Les petits matins et Institut Veblen, 2014
- Transition écologique mode d'emploi[39], avec Philippe Frémeaux et Wojtek Kalinowski[40], Les petits matins et Alternatives économiques, 2014
- Les Banquiers contre les banques — Le rôle de la criminalité en col blanc dans les crises financières, avec William K. Black, Éd. Charles Léopold Mayer 2015